# Revival-おっさんずラブEdition-
「Revival-おっさんずラブEdition-」は、スキマスイッチの配信リリース作品。

## 解説
- 2018年3月14日リリースのアルバム『新空間アルゴリズム』収録曲「Revival」のオリジナル・バージョンに加え、ドラマサイズのshort ver.、2018年の横浜アリーナでのライブ・バージョン、インストゥルメンタル、さらにMVの完全版とMVメイキングも収録[1]。
- 「Revival」が主題歌に使われている『劇場版 おっさんずラブ 〜LOVE or DEAD〜』の公開に合わせて2019年8月13日から9月30日までの期間限定配信[2]。
- iTunes StoreおよびApple Musicでの限定配信。

## 収録曲
1. Revival
2. Revival 〜short ver.〜
  - ドラマサイズ音源
3. Revival Live at YOKOHAMA ARENA / 2018
  - 「SUKIMASWITCH 15th Anniversary Special at YOKOHAMA ARENA 〜Reversible〜」公演の音源。
4. Revival Instrumental
  - 初音源化。
5. Revival Music Video 完全版 ※映像作品
6. Revival Music Video Making
  - 作品としては初公開。